# Francis E. Spinner

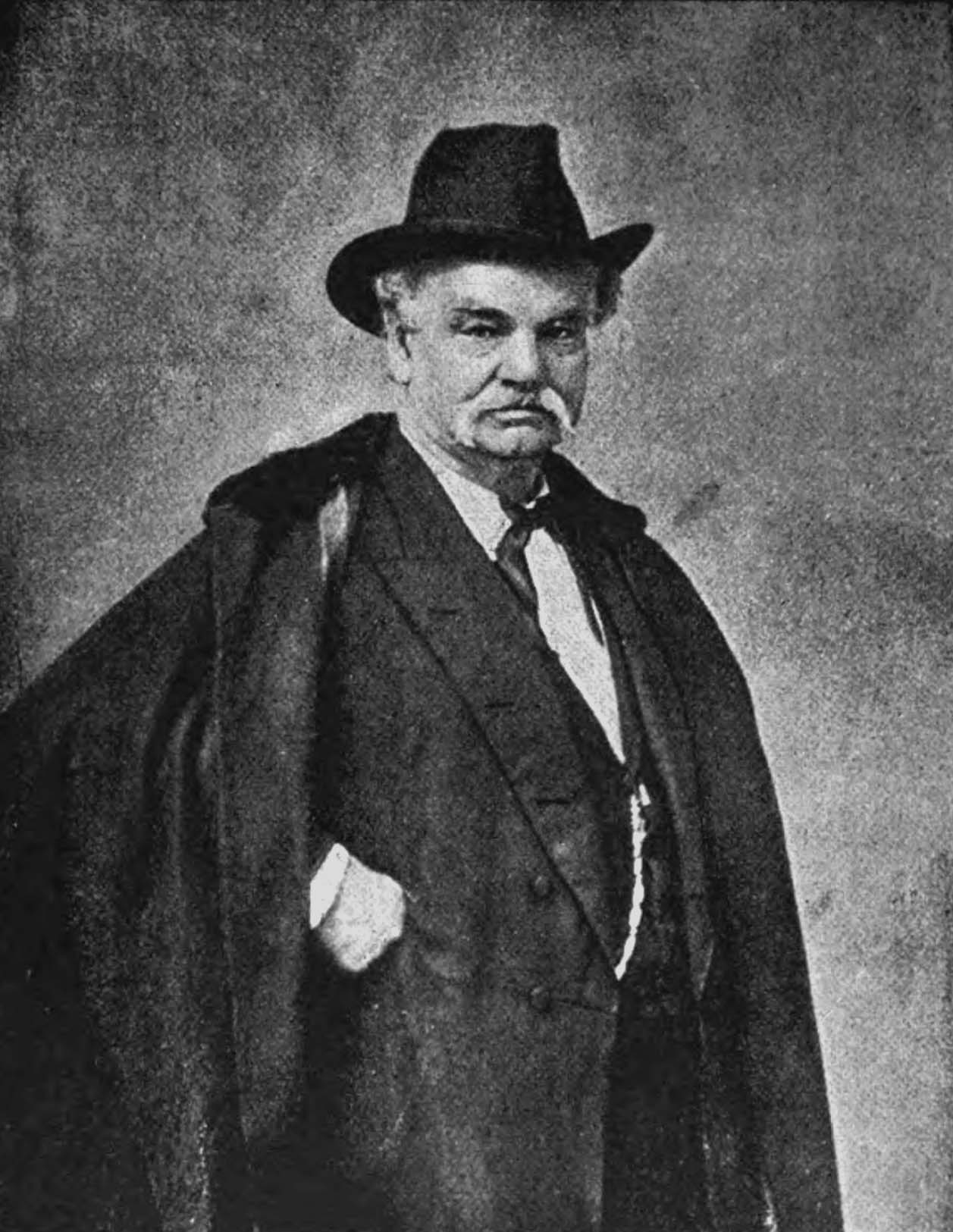
Francis E. Spinner

Francis Elias Spinner (* 21. Januar 1802 in German Flatts, Herkimer County, New York; † 31. Dezember 1890 in Jacksonville, Florida) war ein US-amerikanischer Politiker. Zwischen 1855 und 1861 vertrat er den Bundesstaat New York im US-Repräsentantenhaus. Außerdem bekleidete er von 1861 bis 1875 das Amt des Treasurer of the United States.

## Werdegang
Francis Spinner besuchte die öffentlichen Schulen seiner Heimat. Zeitweise wurde er auch von seinem Vater unterrichtet. Danach absolvierte er eine Lehre im Süßwarengeschäft. Ab 1824 war er im Handel tätig. Er wurde auch Mitglied der Staatsmiliz, in der er im Lauf der Zeit bis zum Generalmajor aufstieg. 1829 wurde er stellvertretender Sheriff im Herkimer County; zwischen 1834 und 1837 war er dort Sheriff. Im Jahr 1838 war er einer der Staatsbeauftragten für den Bau der staatlichen Nervenklinik in Utica. Spinner stieg auch in das Bankgewerbe ein, in dem er zunächst Kassierer und später Präsident der Mohawk Bank wurde. Zwischenzeitlich war er als State Inspector für die gebührenpflichtigen Straßen seines Staates zuständig. Überdies arbeitete er für einige Zeit als Schulinspektor. Zwischen 1845 und 1849 war Spinner als Deputy Naval Officer im New Yorker Hafen tätig. Politisch schloss er sich zunächst der Demokratischen Partei an.
Bei den Kongresswahlen des Jahres 1854 wurde Spinner im 17. Wahlbezirk von New York in das US-Repräsentantenhaus in Washington, D.C. gewählt, wo er am 4. März 1855 die Nachfolge von Bishop Perkins antrat. Nach zwei Wiederwahlen konnte er bis zum 3. März 1861 drei Legislaturperioden im Kongress absolvieren. Diese waren von den Ereignissen im Vorfeld des Bürgerkrieges geprägt. Ab 1857 vertrat er die Republikanische Partei, zu der er übergetreten war. Ab 1859 war er Vorsitzender des Committee on Accounts. Im Jahr 1860 verzichtete er auf eine weitere Kongresskandidatur.
Im Jahr 1861 wurde Francis Spinner zum Schatzmeister der Vereinigten Staaten (Treasurer of the United States) ernannt. Dieses hohe Amt im Finanzministerium ist nicht mit dem des Finanzministers (Secretary of the Treasury) zu verwechseln. Spinner übte diese Funktion zwischen dem 16. März 1861 und dem 16. Juli 1875 aus. Er setzte in dieser Zeit erstmals die Beschäftigung von Frauen im Ministerium durch. Im Jahr 1875 bewarb sich Spinner um den Posten des New York State Comptroller, unterlag aber dem Demokraten Lucius Robinson. Anschließend zog er nach Florida, wo er seinen Lebensabend verbrachte. Er starb am 31. Dezember 1890 im dortigen Jacksonville.